# Хожение за три моря
«Хожение за три моря» («Хождение за три моря») — памятник древнерусской литературы в форме путевых записей (жанр хожения), сделанных купцом из Твери Афанасием Никитиным во время его путешествия в индийское государство Бахмани в 1468—1474 годах (датировка Л. С. Семёнова, ранее И. И. Срезневским датировалось 1466—1472 годами).

## Описание
Сочинение Никитина было первым русским произведением, точно описывающим торговое и нерелигиозное путешествие. Автор посетил Кавказ, Персию, Индию и Крым. Однако большая часть записок была посвящена Индии: её политической структуре, торговле, сельскому хозяйству, обычаям и традициям. Произведение наполнено лирическими отступлениями и автобиографическими эпизодами.
В 1475 году рукопись оказалась в Москве у правительственного чиновника Василия Мамырева. Позже, в 1489 году, она была воспроизведена в летописном своде, к которому восходят тексты Львовской и Софийской второй летописей.
Известный русский историк Н. М. Карамзин открыл «Хожение за три моря» в Троицком списке (конца XV или самого начала XVI века) и опубликовал отрывки из него в 1818 году в примечаниях к VI тому «Истории государства Российского». Полностью сочинение опубликовал П. М. Строев в 1821 году в издании Софийской II летописи. Карамзин писал:

Доселе географы не знали, что честь одного из древнейших, описанных европейских путешествий в Индию принадлежит России Иоаннова века … Оно (путешествие) доказывает, что Россия в XV веке имела своих Тавернье и Шарденей, менее просвещённых, но равно смелых и предприимчивых; что индийцы слышали об ней прежде нежели о Португалии, Голландии, Англии. В то время как Васко да Гама единственно мыслил о возможности найти путь от Африки к Индостану, наш тверитянин уже купечествовал на берегу Малабара…

## Автор и причины его поездки
Афанасий Никитин — тверской купец, родившийся приблизительно в первой половине XV века. В 1468—1474 годах совершил путешествие по Персии, Индии и территории современной Турции и записывал свои впечатления, которые получили название «Хожение за три моря» и позже были переданы в Москву. Предположительно, купец хотел отправиться в Шемаху вместе с послом Василием Папиным и шемахским послом Асан-беком, бывшим с визитом в Твери, для распространения русских товаров и налаживания экономических связей с азиатскими купцами. Однако до назначенного места Никитин не доехал, так как на его суда было совершено нападение возле Астрахани. На этом несчастья не заканчиваются: около Тархи (современная Махачкала) их настиг шторм, корабли были выброшены на берег, и все купцы были захвачены в плен. С помощью Василия Папина и шемахского посла пленных отпустили на волю, но без товара. Так как товар для путешествия был взят в долг, Никитин побоялся возвращаться с пустыми руками и отправился дальше в поисках замены украденному.

## Маршрут
Города, которые посетил Афанасий Никитин:
- Калязин
- Углич
- Кострома
- Плёс
- Нижний Новгород
- Казань
- Орда
- Услан
- Сарай
- Берекезан
- Астрахань
- Дербент (дважды)
- Шемаха
- Баку
- Чепакур
- Сари
- Амоль
- Демавенд
- Рей
- Кашан (дважды)
- Наин
- Йезд (дважды)
- Сирджан
- Таром
- Лар (дважды)
- Бендер (дважды)
- Ормуз (дважды)
- Маскат (дважды)
- Дега (неясно, какой пункт называет этим именем Афанасий Никитин[5])
- Камбей
- Чаул
- Джуннар
- Бидар (трижды)
- Парват
- Гулбарга (четырежды)
- Каллур (дважды)
- Райчуру
- Коилконда
- Аланд (дважды)
- Дабхол
- Шираз
- Эберку
- Исфахан
- Кум
- Сава
- Сольтанио
- Тебриз
- Эрзинджан
- Трабзон
- Вона
- Платана
- Балаклава
- Гурзуф
- Кафа
- Киев
- Могилёв
- Орша[6]

## История датировок
Афанасий Никитин взял с собой в путешествие книги, которые помогли бы датировать его записи согласно церковному календарю, однако под Астраханью его корабль был ограблен:

А со мною нѣт ничего, никоея книги; а книги есмя взяли с собою с Руси, ино коли мя пограбили, ини и ихъ взяли, а яз вѣры кристьяньские всее, праздники кристьяньскые, ни Велика дни, ни Рожества Христова не знаю…»

Из-за этого Никитин вынужден был выставлять датировки примерно, иногда соотнося даты мусульманских праздников с православными.
На основе примерных датировок, предложенных самим автором, И. И. Срезневский заключил, что «Хождение за три моря» было написано в 1466—1472 годах. В статье «Хожение за три моря Афанасия Никитина в 1466—1472 гг.» И. И. Срезневский высказывал осторожное предположение о том, что путевые записки могли многократно переписываться или изменяться автором. Позднее датировка, предложенная И. И. Срезневским, была поставлена под сомнение по причине несовпадения дат церковного календаря, принятого на Руси, со временем, определяемым по датам мусульманского календаря.
«Краткий летописец» редакции Н. М. Карамзина датирует путешествие 1461 годом Но в статье Л. С. Семенова «Хронология путешествия Афанасия Никитина» высказывается предположение, что эта датировка не совсем верна: составитель не принял во внимание упомянутое Никитиным княжение Ивана III, которое началось позже названной даты — в 1462 году.
В настоящее время путешествие датируется 1468—1474 годами. Такая датировка была предложена Л. С. Семёновым: автор опирался на тот факт, что посольство Папина, с которым и ехал Афанасий Никитин, состоялось «за год до казанского похода» 1469 года, в котором первый был убит.

## Определение жанра
«Хожение за три моря» Афанасия Никитина можно рассматривать в контексте дуалистического средневекового мировоззрения на понятие пространства как ценностной категории: те или иные земли рассматривались как «чистые» и «нечистые», «праведные» и «грешные». Бытование таких взглядов связано с концепцией рая и ада, их поисков в окружающем материальном мире. Географические системы приобретали религиозно-моральную оценку, поэтому паломничество имело крайне большое значение для средневекового человека. Таким образом, путешествие в «святую» землю расценивалось как приобщение к святому, «хождение в рай». И напротив, посещение «грешной», иноверной страны было в религиозном отношении неоднозначным поступком.
По мнению некоторых исследователей, «Хожение за три моря» имеет композиционные и жанровые особенности, соответствующие жанру хождения, описывающему паломничества древнерусских верующих. Н. С. Трубецкой усматривал данное сходство в чередовании в тексте «Хожения за три моря» отрезков повествовательного характера и религиозно-лирических отступлений. Исследователь считал, что Афанасий Никитин отталкивался от паломнической литературы при написании своего сочинения, намеренно использовал «экзотические слова». Б. А. Успенский высказывает следующее предположение, что Афанасий Никитин пишет о путешествии не в святую, а в грешную землю и характеризует свое сочинение именно как «грешное хожение»:

Се написахъ свое грѣшное хожениe за три моря…
Здесь содержится точное указание на обратный, «перевернутый» характер данного «хожения». Кроме того, упоминание в названии сочинения преодоления водной границы также отсылает к фольклорным установкам о потустороннем характере «заморских стран». Таким образом, по мнению Б. А. Успенского, при определении жанра «Хожения за три моря» необходимо отметить его противоположное привычному толкованию термина значение «антипаломничества».
В пользу анти-определения жанра «Хожения за три моря» Б. А. Успенский приводит композиционную особенность произведения. Как это характерно для древнерусских паломничеств («хожений»), сочинение Афанасия Никитина начинается и завершается молитвой, но если начальная молитва представлена по-церковнославянски, то заключительная молитва приводится на смеси иноверных языков: 

Дигерь худо доно, олло перводигерь дано. Аминь! Смилна рахмам рагим. Олло акьбирь, акши худо, илелло акшь ходо. Иса рух оало, ааликъ солом. Олло акьберь. Аилягаиля илелло. Олло перводигерь. Ахамду лилло, шукур худо афатад. Бисмилнаги рахмам ррагим. Хуво могу лези, ляляса ильлягу яалимуль гяпби ва шагадити. Хуя рахману рагиму, хубо могу лязи. Ляиляга иль ляхуя. Альмелику, алакудосу, асалому, альмумину, альмугамину, альазизу, алчебару, альмутаканъбиру, алхалику, альбариюу, альмусавирю, алькафару, алькалъхару, альвазаху, альрязаку, альфатагу, альалиму, алькабизу, альбасуту, альхафизу, алльрравию, алмавизу, алмузилю, альсемилю, албасирю, альакаму, альадюлю, алятуфу.
 Данное лингвистическое средство подчеркивает, при сохранении композиционной структуры, что произведение строится как «антипаломничество», где святость пункта отправления соответствует молитве на церковно-славянском языке, а пункт назначения грешен, как и иноверная молитва. Кроме того, на связь жанров указывает то, что отличительным признаком древнерусских паломничеств являются встречающиеся в них в разном количестве греческие слова, которым, в какой-то мере соответствует восточная лексика, употребляемая Афанасием Никитиным.
Противоположное мнение высказано Я. С. Лурье: исследователь утверждает, что было бы правильнее охарактеризовать сочинение Афанасия Никитина не как «антипаломничество», а как мемуары или дневники. Он оспаривает наличие в тексте особой структуры, ссылается на неопределенные обстоятельства написания «Хождения за три моря», при которых сложно было бы продумать высокоорганизованное произведение, а выявленные исследователями закономерности объясняет природным даром рассказчика. Подчеркивая лиричность и персонифицированность повествования, Я. С. Лурье предлагает рассматривать «Хождение за три моря» не как произведение, написанное для аудитории, а как воплощение потребности автора в том, чтобы осмыслить увиденное и передать свои впечатления.

## Языковые особенности
Основной язык текста — древнерусский (старорусский). Наряду с ним Никитин использует тюркские, персидские, арабские слова в кириллической записи. Это языковое явление привлекло внимание многих учёных, потому что письменность на Руси XV века была строго кодифицирована.
Выдвигалась гипотеза о том, что использование иноязычной лексики — один из стилистических приёмов, усиливающих достоверность. Этой точки зрения придерживался Н. В. Водовозов, говоря, что Никитин намеренно драматизировал повествование о событиях «задним числом». Однако «Хожение за три моря» с большей вероятностью задумывалось Никитиным не как литературный текст для массового прочтения, мемуары, а как дневник. Исходя из этого, подобная гипотеза отвергалась различными исследователями, высказавшими альтернативные версии.
Б. А. Успенский, рассматривавший «Хожение за три моря» как акт «антипаломничества» — одного из вариантов «антиповедения»[страница не указана 444 дня] — считал, что использование иностранной лексики в тексте обусловлено рядом причин. Во-первых, конфессиональной. Если церковнославянский язык — священный, то татарский, арабский, персидский — одинаково «грешные», поэтому нередко эти языки смешиваются в одной фразе. На «грешной» земле и патриотическая молитва в конце представлена на смеси «грешных» языков:

Дигерь худо доно, олло перводигерь дано. Аминь! Смилна рахмам рагим. Олло акьбирь, акши худо, илелло акшь ходо. Иса рух оало, ааликъ солом. Олло акьберь. Аилягаиля илелло. Олло перводигерь. Ахамду лилло, шукур худо афатад. Бисмилнаги рахмам ррагим…

В то время как в начале «Хожения за три моря», когда действие происходит на Руси, она употребляется по-старорусски. Нехристианский локус не заставляет Никитина отступить от православия, но обязывает использовать иной язык, дабы не очернять родной.
По мнению Успенского, содержание также обязывает Никитина описывать на «бусурманских» языках мирские дела, непристойные с точки зрения древнерусской морали (проституцию, половые сношения):

В Ындѣя же какъпа чектуръ а учюсьдерь: секишь илирсень ики жител, акичаны ила атарсын алты жетел берь; булара достуръ. А куль коравашь учюзь чяр фуна хубъ, бем фуна хубѣсиа; капъкара амьчюкь кичи хошь.

Таким образом, иностранная лексика возникает как при описании «неприличных» бытовых аспектов, так и при конфессиональных христианских воззрениях, молитвах, высказываемых на мусульманской земле.
Противоположное мнение высказал Я. С. Лурье. Ученый не сомневается, что для Никитина «Хожение за три моря» — вовсе не «анти-паломничество», а книга, «отражающая подлинные воззрения». Автор понимал, что в будущем текст может попасть к читателю, не разделяющему его взгляды. С точки зрения Лурье, иностранные слова выступают в роли шифра не для «неправильного», а для «наиболее заветного» — мыслей о том, что на Руси «мало справедливости»:

А Русь еръ тангрыд сакласын; олло сакла, худо сакла! Бу даниада муну кибить ерь ектуръ; нечикь Урус ери бегляри акой тугиль: Урусь ерь абоданъ болсынъ; растъ кам даретъ. Олло, худо, Богъ, данъиры.

Лурье (ссылаясь на А. Г. Клибанова) отрицает связь позиций Никитина и еретиков, утверждая, что автор «Хожений» не делит веру на «чистую» и «грешную», а провозглашает истинным «любой монотеизм», сочетающийся с «духовной чистотой».
А. А. Пауткин считает, что «Хожение за три моря» не создавалось как канонический текст. Никитин опирается не на предшествующие церковные тексты и свойственный им стиль и ограниченный круг тем, а на собственные впечатления от увиденной «другой» жизни не только в религиозном, но и в бытовом плане. По мнению ученого, Никитин использует иностранные слова, когда «скрывает некоторые сведения деликатного характера». Они касаются не только обычаев (например, брачной жизни), но и мнения самого автора о «нестроениях» на Руси. Никитин высказывается о правителях на Руси на тюркском, чтобы не навлечь на себя неприятности. С точки зрения Пауткина иноязычная лексика характеризует «Хожение за три моря» как текст личного характера, полный психологизма.
Использование Никитиным иностранных слов — неоднозначное языковое явление, которое можно рассматривать с разных сторон, принимая во внимание языковую ситуацию Древней Руси, точку зрения самого автора и мировоззрение общества XV века в целом.

## История исследований и публикаций
История исследования «Хожения за три моря» начинается с издания его начальных фрагментов Н. М. Карамзиным в примечаниях к VI тому «Истории государства Российского». Этот небольшой отрывок был издан по Троицкому списку — одному из вариантов текста памятника, найденному Н. М. Карамзиным в собрании Троице-Сергиевой лавры.
На сегодняшний день известно семь различных списков «Хожения за три моря», относящихся к трём изводам, выделенным учёными: Троицкий, Летописный и Сухановский. Списки находились постепенно, что вызывало ряд трудностей в процессе изучения и публикаций памятника.
Несмотря на то, что в XIX в. — начале XX в. «Хожение за три моря» публиковалось рядом авторитетных историков (П. М. Строевым во второй части «Софийского временника» (1821), археографом И. П. Сахаровым в сборнике «Сказания русского народа» (1849), а в 1853 году вошло в VI том Полного собрания русских летописей, в «Прибавлении») и являлось предметом изучения выдающихся литературоведов (в 1857 г. текст памятника впервые исследовал филолог И. И. Срезневский, в 1881 году И. П. Минаев произвел работу с точки зрения востоковедения и индологии и др.), первое отдельное издание памятника, включающее в себя и перевод текста, и исследовательскую работу, датируется лишь 1948 годом (тогда издание вошло в академическую серию «Литературные памятники», в которой исследование «Хожения за три моря» стало первой книгой в составе программы).
Примечательно, что научное издание памятника входило в «Литературные памятники» трижды, это связано с многочисленными полемиками о литературных и историографических проблемах изучения текста, а также с тем, что к году первого издания в серии была обнаружена копия ещё одного списка «Хожения за три моря» — Архивского списка XVI века. Первое издание подготовила к печати К. Н. Сербина, при изучении памятника она взяла за основу Троицкий список, аргументировав это тем, что он является наиболее полным, исправным и древним текстом. Это мнение оспорил Я. С. Лурье, подготовивший к публикации второе издание 1958 г. В археографическом обзоре он писал:

Сопоставляя между собой летописную редакцию и редакцию, представленную троицким списком, мы приходим к выводу, что ни одну из них нельзя вывести из другой, что, иными словами, обе они независимо друг от друга восходят к единому протографу (авторскому тексту или его копии); лучшие чтения, отражающие этот протограф, по временам обнаруживаются то в той, то в другой редакции».

Этим исследователь заключил, что не следует считать одну редакцию первичной, а другую — вторичной. В 1986 г. выходит третье издание исследования памятника, оно, как писал сам Я. С. Лурье, не являлось дополнением к предыдущему: вся текстологическая работа с рукописями была проведена заново, комментарии и статьи — новые.
Перевод, выполненный А. Д. Желтяковым и Л. С. Семеновым, до сих пор считается одним из наиболее авторитетных, хотя, по наблюдению некоторых ученых, имеет ряд ошибок (например, о неточностях пишет П.В. Алексеев в статье «Мусульманский код „Хожения за три моря“»). К печати его подготовила М. Д. Каган-Тарковская.
Факсимиле рукописи из Троицкого списка было опубликовано в 1960 г. под редакцией С. Н. Кумкес, а в 2003 г. вышло в свет факсимильное издание по списку РГАДА.

## Различия текста в сводах
Существует три редакции записок Афанасия Никитина: Троицкий, Сухоновский и Летописный изводы. Автор первого исследования, посвященного этому памятнику, И. И. Срезневский считал, что Никитин самостоятельно исправлял записки, переписывая свои записи. Однако эта версия не подтвердилась, и принято считать, что создателями редакций были переписчики, которые изменяли текст сознательно или из-за невнимательности.
Помимо различного рода ненамеренных описок, например, в списке Ундольского написано «спасахъ» и «мене рады», а в Сухановсом списке — «списахъ» и «мене ради», встречаются замены слов на более знакомые: в летописном тексте переписчик переставил буквы с целью получить знакомое ему имя «Махмут», когда в варианте Троицкого списка написано «махтум», что означает «господин», «государь». Однако существуют также более серьёзные изменения: в Сухановском изводе практически полностью отсутствуют арабские, тюркские и персидские выражения и удалена часть, написанная по-арабски в кириллической графике.

## Отражение в массовой культуре

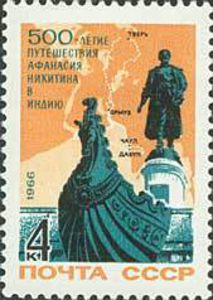
Советская марка 1966 года в честь 500-летия путешествия. Изображён памятник в Твери

- 1940 — историческая повесть «За три моря», написанная Константином Куниным.
- 1956 — исторический роман «Тверской гость», написанный Владимиром Прибытковым.
- 1958 — в СССР на киностудии Мосфильм индийским режиссёром Ходжой Аббасом совместно с советским режиссёром Василием Прониным снят художественный фильм «Хождение за три моря». Роль Афанасия Никитина сыграл Олег Стриженов. Некоторые роли сыграли актёры индийского кино.
- В репертуаре Бориса Гребенщикова с конца 1990-х годов существует песня «Афанасий Никитин буги, или Хождение за три моря-2».
- 2001 — группа «Эпидемия» записала одноимённую песню в альбоме «Загадка волшебной страны».

## Издания
- Хождение за три моря Афанасия Никитина // Библиотека литературы Древней Руси // РАН. ИРЛИ / Подготовка текста М. Д. Каган-Тарковской и Я. С. Лурье, перевод Л. С. Семенова, комментарии Я. С. Лурье и Л. С. Семенова. — СПб.: Наука, 1999. — Т. 7: Вторая половина XV века. — С. 348—379. — 581 с.
- Хожение за три моря Афанасия Никитина 1466—1472 гг. / Изд. подготов. Я. С. Лурье и Л. С. Семёнов. Отв. ред. Я. С. Лурье. — Л.: Наука, 1986. — 214 с. — (Литературные памятники). — 150 000 экз.
- Никитин А. Хожение за три моря Афанасия Никитина / Ответственный редактор В. П. Адрианова-Перетц. — Изд. 2-е, доп. и перераб. — М.-Л.: Издательство Академии наук СССР, 1958. — 283 с. — (Литературные памятники). — 20 000 экз.
- Факсимиле рукописи из Троицкого списка конца XV — начала XVI в. // Хождение за три моря Афанасия Никитина 1406—1472 гг / Под ред. С. Н. Кумкес; сост. И. Г. Веритэ; пер. Н. С. Чаева. — М.: Географгиз, 1960. — 128 с.
- Хождение за три моря Афанасия Никитина / Предисл., подгот. текста, пер. и коммент. Н. И. Прокофьева; Худож. А. С. Бакулевский. — М.: Советская Россия, 1980. — 208 с. — 100 000 экз. (в пер.)
- Хожение за три моря Афанасия Никитина / Ред. колл. Козлов В. П., Сорина Л. М., Горевой Г. С. Тимошина Л. А., Кистерев С. Н. Тверь, 2003. (Факсимильное издание по списку РГАДА).